# Der Fall Rohrbach
Der Fall Rohrbach ist ein dreiteiliges Dokumentarfernsehspiel, das am 8., 9. und 10. Mai 1963 ab 21.00 Uhr im ZDF ausgestrahlt wurde. Jede Folge hatte eine Länge von 90 Minuten. Produzent war Artur Brauner mit seiner Central Cinema Compagnie.

## Inhalt
Der Fall Rohrbach schildert in halbdokumentarischer Weise den Fall der Maria Rohrbach, die verdächtigt wurde, ihren Ehemann Hermann Rohrbach getötet und die Leiche zersägt zu haben. Obwohl sie immer wieder ihre Unschuld beteuert hatte, wurde Maria Rohrbach 1958 in einem Indizienprozess wegen Mordes zu lebenslanger Haft verurteilt und in die Frauenstrafanstalt Anrath verbracht. Erst nachdem 1959 der Schädel des Opfers gefunden wurde und sich dadurch neue Erkenntnisse zum Tathergang ergaben, kam es 1961 zu einem Wiederaufnahmeverfahren, das eklatante Fehler in der damaligen Beweisführung deutlich machte. Maria Rohrbach wurde aus Mangel an Beweisen freigesprochen, Zweifel an ihrer Unschuld blieben dennoch.

## Sonstiges
Erneut griff Autor und Regisseur Robert A. Stemmle einen Justizirrtum der Nachkriegsgeschichte auf, wie er es bereits mit den Drehbüchern zu den Filmen Gestehen Sie, Dr. Corda! (1958) und Affaire Blum (1948) getan hatte. Auch in den Folgejahren nahm er sich immer wieder des Themas „Justizirrtümer und deren Folgen“ an, so 1964 in Der Fall Jakubowski – Rekonstruktion eines Justizirrtums und zu Beginn der 1970er Jahre mit der mehrteiligen Serie Recht oder Unrecht.